# Reschima mamlachtit
Reschima mamlachtit (hebräisch רְשִׁימָה מַמְלָכְתִית Rəschīmah Mamlachtīt, deutsch ‚Staatsliste‘, in sinnangenäherter Übertragung) war eine politische Partei in Israel.

## Geschichte
Die Partei Reschima mamlachtit wurde 1969 von David Ben-Gurion gegründet. Er tat dies, weil zuvor seine ursprüngliche Rafi – gegen seinen Wunsch – in der Arbeitspartei Avoda aufgegangen war. Die „Staatsliste“ erhielt bei der Parlamentswahl 1969 3,1 % der Sitze und vier Sitze in der Knesset. Nach dem Tod Ben-Gurions 1973 und dem Übertritt von Meʾir Avizohar zur HaMaʿarach-Fraktion schlossen sich die beiden verblieben Abgeordneten der Reschima mamlachtit, Jiggaʾel Hurwitz und Salman Schoval, zur folgenden Wahl 1974 dem rechten Likud-Bündnis an.
In der 9. Legislaturperiode der Knesset wurde die Partei jedoch wiederbelebt, als Hurwitz, Schoval und Jitzchak Peretz den Likud verließen und am 26. Januar 1981 Rafi – Nationale Liste gründeten. Die Partei hatte jedoch nur kurz Bestand, da Hurwitz und Schoval der neuen Partei Telem beitraten, während Peretz zum Likud zurückkehrte. 1983 verließ Hurvitz die Partei Telem, um erneut Rafi – Nationale Liste zu gründen, die er später in Ometz umbenannte.